# Windows 3.x
Ne doit pas être confondu avec Windows NT 3.x.
La version 3 de Windows est un système d'exploitation 16 bits apparu le 22 mai 1990. Première version à connaître un large succès, elle permet à son concepteur Microsoft de rivaliser avec l'Apple Macintosh, la gamme ST/TT/Falcon d'Atari ou l'Amiga de Commodore sur le plan de l'interface graphique. Orientée grand public, la lignée 3x de Windows est la première à être commercialisée directement sur un nouveau PC.

## Windows 3.0
Windows 3.0 a été lancé le 22 mai 1990 et incluait par rapport à la version précédente des améliorations significatives, notamment au niveau de l'interface et au niveau de la gestion de la mémoire grâce aux capacités des processeurs Intel 80286 et 80386.
C'est le système DOS de Microsoft le plus vendu.
Ce programme se lançait depuis l'invite de commande MS-DOS à l'aide de la commande win. Il se présentait comme une surcouche graphique pour MS-DOS, tout comme les versions précédentes de Windows. Cependant, son lancement remplaçait aussi quelques routines du DOS par des routines Windows notamment au niveau de la gestion des ressources mémoire. C'est la dernière version qui propose une compatibilité parfaite avec les applications écrites pour les versions précédentes de Windows.
Pour ce qui est de l'aspect graphique le système de gestion des programmes MS-DOS était remplacé par un gestionnaire de programmes fondé sur un système d'icônes et sur un système de gestion de fichier sous forme de listes appelé Winfile. Le lancement d'applications était ainsi grandement simplifié. MS-DOS restait l'interface principale, depuis laquelle on lançait Windows.
Le panneau de configuration avait été refondu en imitant celui de Mac OS. Il contenait en un seul point les réglages du système ainsi qu'un panneau de commande simple régissant l'apparence de l'interface.
Quelques applications étaient fournies telles le Bloc-notes ou le Write (prédécesseur de WordPad), déjà présentes sur les versions précédentes ainsi que la calculatrice et Paintbrush, l'ancêtre de Paint. Le jeu fourni jusque-là, Reversi était complété par un jeu tout nouveau, le Solitaire.
Cette version testait également le DOS sous-jacent et émettait des messages de mise en garde s'il ne s'agissait pas d'un DOS Microsoft (par exemple le DR-DOS créé par Digital Research).

### Les modes d'exécution
Il existe trois modes de fonctionnement du système. Windows 3.0 dispose de trois noyaux différents qui prennent en charge les améliorations apportées par les processeurs 80286 et 80386 :
- Mode réel :

Ce mode correspond à l'exécution de code natif sur le 8086/8088 et 80186. Les processeurs 80286 et supérieurs peuvent opérer dans ce mode d'exécution. Mais ils n'accèdent alors qu'à un maximum de 1 Mo de mémoire de façon directe (plus avec des pilotes EMS mais à travers des fenêtres d’accès).
- Mode standard :

Ce mode correspond au mode protégé du 80286. Il est moins avancé conceptuellement que le mode protégé du 80386. Ce mode permet un accès direct à la mémoire de 16 Mo, la mémoire virtuelle ainsi que la protection (séparation de l'espace mémoire des processus rendant impossible la corruption de la mémoire par un autre programme). C'est l'apparition du concept d'espace noyau et d'espace utilisateur sur la gamme de processeurs x86.
- Mode 386 étendu :

Ce mode correspond au mode protégé étendu du 80386. Il conserve les avantages du mode standard avec en plus un accès linéaire à la mémoire sur 32 bits donnant ainsi accès à 4 Go de mémoire théorique. Cette génération de mode protégé permet aussi l'utilisation de l'environnement Virtual86 qui permet à des programmes écrits pour le mode réel de fonctionner dans un mode en tout point similaire au mode réel tout en laissant le mode protégé actif, notamment pour pouvoir capturer l'utilisation par l'application DOS des ports d'entrée/sortie et de la mémoire vive. Cela permet en particulier l'exécution d'application DOS dans une fenêtre Windows.
Ainsi chaque processus DOS lancé sur la machine s'exécute de manière autonome dans des machines virtuelles séparées sans connaître l'existence des autres applications lancées, alors que les applications Windows graphiques sont mélangées au sein d'un même fil d'exécution (thread) et partagent donc le même espace mémoire. Une application Windows peut donc mettre en danger une autre application Windows alors que les applications DOS sont (en théorie) isolées entre elles.
Une compatibilité ascendante existe. Il est ainsi possible d'utiliser par exemple le noyau 80286 sur un ordinateur équipé d'un processeur 80386 mais l'opération inverse n'est pas possible. Windows 3.0 est le dernier système d'exploitation de la firme Microsoft qui supporte le processeur 8086 équipant les premiers IBM-PC.
La sélection du mode approprié au lancement de Windows est gérée par la commande win.com. Elle détecte automatiquement le mode le plus approprié lors de son lancement. Il est tout de même possible de forcer l'usage d'un mode particulier à l'aide d'un switch lors de l'appel de la commande :
- win /R : Lance Windows en mode réel
- win /S : Lance Windows en mode standard (mode protégé des 80286, 80386 et ultérieurs)
- win /3 : Lance Windows en mode étendu 386 (mode virtuel des processeurs 80386 et ultérieurs)

Le multitâche fut rendu possible puisque les programmes écrits en mode texte pour MS-DOS pouvaient y être lancés dans une fenêtre (possibilité déjà offerte, mais limitée dans Windows 2.1 pour 386). À cette époque, la plupart des programmes restaient d'ailleurs encore écrits pour le DOS.

### Les extensions multimédia (Windows 3.0a)
Les extensions multimédia ont été lancées à la fin 1991 pour les ordinateurs équipés de Windows dès leur vente (versions OEM). Ces versions tardives de Windows 3.0 possédaient en plus de l'originale un lecteur de CD audio ainsi qu'un support de base pour une entrée et une sortie audio. Le format General MIDI n'étant pas encore très répandu, une application nommée le Midi mapper permettait de réaffecter au vol les canaux MIDI.
Toutes ces fonctions ont ensuite été ajoutées dans Windows 3.1.

## Windows 3.1

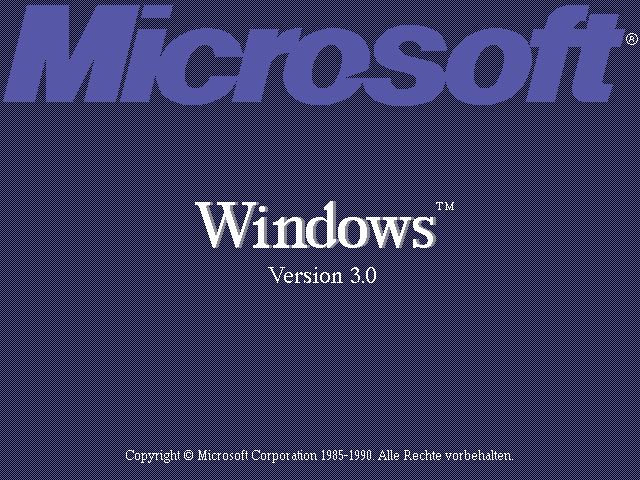
Ecran du boot de Windows 3.0.

Windows 3.1 (nom de code Janus), successeur de la version 3.0 a été lancé le 18 mars 1992. Techniquement, Windows 3.1 se caractérise par l'abandon du mode réel dans l'exécution de Windows. Il faut donc posséder un ordinateur doté d'un processeur 80286 ou supérieur pour pouvoir utiliser Windows 3.1.

### Fonctionnalités
Ce système incluait le support des polices TrueType ainsi que plusieurs polices utiles pré-installées, faisant pour la première fois de Windows une plate-forme acceptable pour le traitement de texte. Une fonction similaire était disponible sous Windows 3.0, toutefois par l'installation d'un outil de tierce partie, Adobe Type Manager (ATM).
Windows 3.1 a été conçu avec le souci de préserver la compatibilité avec les versions antérieures. Windows 3.1 et 3.11 ne supportaient pas beaucoup de formats de fichiers : par exemple, pour les images, pas de GIF ni de JPEG ; seuls le bitmap 8 bits (éventuellement RLE) ou 24 bits étaient reconnus sans devoir installer des ajouts. De plus, à l'aide de pilotes graphiques adaptés, il était possible d'atteindre les résolutions telles que le XGA (1 024×768 pixels) avec une profondeur de couleurs de 24 bits pour un meilleur confort d'utilisation.
Une version spécifique de Windows 3.1 a été conçue pour les marchés d'Europe de l'Est et du Centre afin d'être compatible avec l'alphabet cyrillique, cette version comprenant des polices avec des marques diacritiques caractéristiques des langues est-européennes.
Cette version permet également l'accès au disque dur en 32 bits. Concrètement, Windows peut désormais contrôler directement le disque dur à l'aide de pilotes adaptés sans passer par les étapes : DOS → BIOS → Contrôleur de disque. Il en résulte une bien meilleure performance puisque Windows reste dans son mode d'exécution 32 bits, et n'appelle pas les routines du BIOS. Ainsi, plus de passage en mode réel pour l'accès aux disques ni par la ROM du BIOS. Il fallait cependant disposer d'un pilote compatible avec son contrôleur IDE, sans quoi l'option n'est pas proposée par Windows.

### Applications

#### Gestionnaire de fichiers/programmes
Comme dans Windows 3.0, on retrouve le gestionnaire de fichiers et le gestionnaire de programmes (respectivement File Manager et Program Manager en anglais). Windows 3.1 a été le dernier Windows à ne pas inclure le menu contextuel par clic-droit tel qu'on le connaît aujourd'hui. Le démineur a remplacé le Reversi à partir de cette version. On y retrouve également Winfax, Paint, Notepad (le bloc-notes), la calculatrice Windows ainsi que Media Player.

#### Internet Explorer
En 1996, Windows 3.1 devient compatible avec Internet Explorer 2.0 (à l'origine conçu pour Windows 95) et ce jusqu'à la version 5.0 sortie en 1999 après que la compagnie FTP Software (qui est à l'origine du PC/TCP) ait fourni à Microsoft les technologies nécessaires. Un client de messagerie électronique 16 bits est également disponible pour Windows 3.1.

### Mise à jour Windows 3.11
Il existe une mise à jour mineure vers Windows 3.11 distribuée en téléchargement. Pour ceux qui ne disposaient pas de copie de Windows 3.1, un jeu de disquettes incluant directement Windows 3.11 fut également disponible. Le support de Windows 3.1 et 3.11 s'est arrêté le 31 décembre 2001.

## Win32s

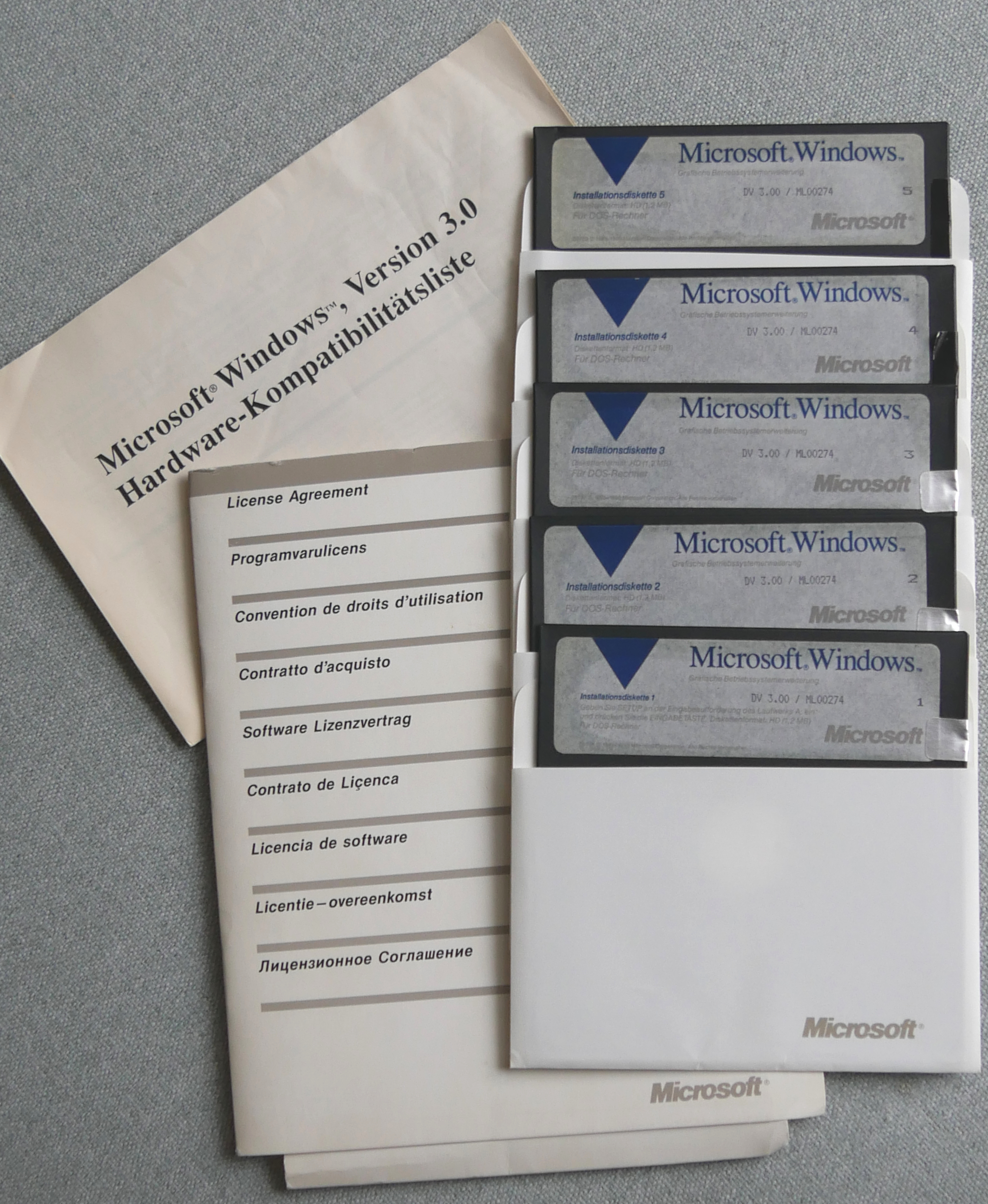
Cinq disquettes, emballage, liste de compatibilité matérielle, Microsoft Windows version 3.0, (version allemande).

Win32s était une extension de Windows 3.x nécessitant une machine IA-32 contenant la prise en charge d'un jeu très réduit d'instructions Win32 (« s » veut dire « subset »). Win32s a été supporté par les compilateurs de Microsoft jusqu'à 1997, où la nouvelle configuration des compilateurs construisaient des exécutables où l'adresse de chargement n'est pas disponible et où la section .reloc est manquante (voir (en) relocation). Ce n'est en aucun cas un problème sur les systèmes d'exploitation nativement 32 bits, aussi appelés Win32 (Windows 9x/NT/XP et autres) car l'adressage virtuel permet au programme de considérer l’intégralité de la mémoire d’un segment comme disponible.
La distribution standard était fournie avec un jeu nommé Freecell, dont la version 32 bits (fournie par ailleurs également avec Windows 9x/NT) permettait le test du bon fonctionnement des appels système Win32. La mise en œuvre de Win32 a été beaucoup plus complète sous Windows 95 qui était presque totalement compatible avec Windows NT 3.x.

## Windows pourWorkgroups
Il s'agissait d'une version de Windows 3.1 étendue pour un support aisé des groupes de travail sur un réseau local. Une version fondée sur Windows 3.11 a également vu le jour.
Windows for Workgroups 3.1 (nom de code Kato) était une version étendue de Windows 3.1 qui incluait le partage de fichiers SMB grâce aux protocoles réseaux NetBEUI et/ou IPX. Le support du réseau TCP/IP sous Windows 3.x s'appuyait sur des installations extérieures à Windows telles que Trumpet Winsock.

## Windows for Pen Computing
Windows for Pen Computing n'est pas un système Windows à proprement parler mais plutôt un pilote qui, à l'aide d'un périphérique de pointage adapté, permet de se passer de la souris. On pense notamment aux ordinateurs portables de l'époque. Le PC sous Windows devenait ainsi plus facile d'utilisation sur ce genre de machine. Il s'agit conceptuellement de l'ancêtre de l'édition Windows for TabletPC.

## Succession et support
Windows 3.x a été remplacé en 1995 par Windows 95 (nom de code Chicago) qui réunissait Windows et MS-DOS dans un seul système. Windows 3.11 n'est officiellement plus pris en charge par Microsoft depuis le 31 décembre 2001. L'édition Workgroups, encore proposée sous licence à certains fabricants OEM en vue d'une intégration dans l'univers de l'équipement embarqué, n'est plus disponible depuis le 1er novembre 2008.

## Historique
- Windows 3.0 : Sortie le 22 mai 1990
- Windows 3.0a (avec Extensions multimédia) : Sortie le 20 octobre 1991
- Windows 3.1 pour Workgroups : Sortie le 27 octobre 1992
- Windows 3.11 : Sortie mi-1993
- Windows 3.11 pour Workgroups : Sortie le 8 novembre 1993